# Haskell (Indiana)
Haskell ist eine unincorporated community im LaPorte County, Indiana in den Vereinigten Staaten.

## Geographie
Der Ort liegt an der Kreuzung zweier Bahnstrecken; zum einen der in West-Ost-Richtung verlaufenden Grand Trunk Railroad (heute eine Trasse der Canadian National Railway) sowie der nicht mehr bestehenden Nord-Süd-Verbindung der Louisville and Nashville Railroad, westlich des U.S Highway 421 etwa auf halbem Wege zwischen Wanatah und Westville.

## Geschichte
Haskell hieß ursprünglich Haskell Station und entstand in den 1850er Jahren als Eisenbahnersiedlung. Die Siedlung wurde wahrscheinlich nach James Haskell benannt, einem der ersten weißen Siedler. 1857 wurde in Haskell 1857 ein Postamt eingerichtet, das bis zu seiner Schließung 1937 in Betrieb war.

## Belege
1. ↑  Haskell. In: Geographic Names Information System. United States Geological Survey, United States Department of the Interior, abgerufen am 12. Dezember 2018 (englisch).
2. ↑  Jasper Packard: History of La Porte County, Indiana, and Its Townships, Towns and Cities. S. E. Taylor, printers, 1876, S. 141 (englisch, google.com).
3. ↑  Ronald L. Baker: From Needmore to Prosperity: Hoosier Place Names in Folklore and History. Indiana University Press, 1995, ISBN 978-0-253-32866-3, S. 160 (englisch, google.com): “James Haskell, one of the early settlers...”
4. ↑  E. D. Daniels: A twentieth century history and biographical record of La Porte County, Indiana. Lewis Publishing Co., 1904, S. 104 (englisch, google.com).
5. ↑  LaPorte County. Jim Forte Postal History, abgerufen am 12. Dezember 2018 (englisch).